# 12401 Tucholsky
12401 Tucholsky è un asteroide della fascia principale. Scoperto nel 1995, presenta un'orbita caratterizzata da un semiasse maggiore pari a 2,3932392 UA e da un'eccentricità di 0,1771414, inclinata di 1,93278° rispetto all'eclittica.